# Reinhold Fanz
Reinhold Fanz (ur. 16 stycznia 1954 w Mannheimie) – niemiecki piłkarz występujący na pozycji pomocnika. Trener piłkarski.

## Kariera piłkarska
Fanz jako junior grał w zespołach TSV Amicitia Viernheim oraz SV Sandhausen. W 1974 roku trafił do drugoligowego klubu VfR Heilbronn. Spędził tam rok, a potem odszedł do innego drugoligowca, Wuppertaler SV, w którym występował przez dwa lata.
W 1977 roku Fanz przeszedł do pierwszoligowej Fortuny Düsseldorf. W Bundeslidze zadebiutował 12 sierpnia 1977 roku w przegranym 1:2 pojedynku z Werderem Brema. W 1978 roku dotarł z Fortuną do finału Pucharu RFN. 16 września 1978 roku w wygranym 6:1 spotkaniu z SV Darmstadt 98 strzelił pierwszego gola w Bundeslidze. W 1979 roku zdobył z zespołem Puchar RFN, a także dotarł z nim do finału Pucharu Zdobywców Pucharów.
W tym samym roku Fanz odszedł do drugoligowego zespołu Freiburger FC. Jego barwy reprezentował przez rok, a w 1980 roku przeniósł się do pierwszoligowego Karlsruher SC. Pierwszy raz w jego barwach wystąpił 16 sierpnia 1980 roku w przegranym 0:3 meczu z Bayernem Monachium. Graczem KSC był przez trzy lata. Potem grał jeszcze w SV Sandhausen, gdzie w 1984 roku zakończył karierę.

## Kariera trenerska
Fanz karierę rozpoczął w 1985 roku w amatorskim zespole FV 09 Weinheim. W 1996 roku został trenerem Hannoveru 96, grającego w Regionallidze Nord. W 1998 roku awansował z nim do 2. Bundesligi.
W grudniu 1998 roku Fanz objął stanowisko szkoleniowca Eintrachtu Frankfurt, występującego w Bundeslidze. Zadebiutował w niej 20 lutego 1999 roku w przegranym 1:4 spotkaniu z TSV 1860 Monachium. W Eintrachcie pracował do kwietnia 1999 roku. Następnie prowadził Eintracht Brunszwik (Regionalliga Nord), dwukrotnie VfB Stuttgart II (Regionalliga Süd), Karlsruher SC (2. Bundesliga), Bonner SC (Oberliga Nordrhein) oraz reprezentację Kuby.